# 歸來 (大字)
歸來，是1920年-1945年間台灣屏東郡的一個行政區劃，先歸於屏東街，後屬屏東市 (州轄市)。原為歸來庄之一部分，位於今日屏東市東南部，下有頂宅仔、歸來、番仔埔等聚落。